# Tenis en silla de ruedas

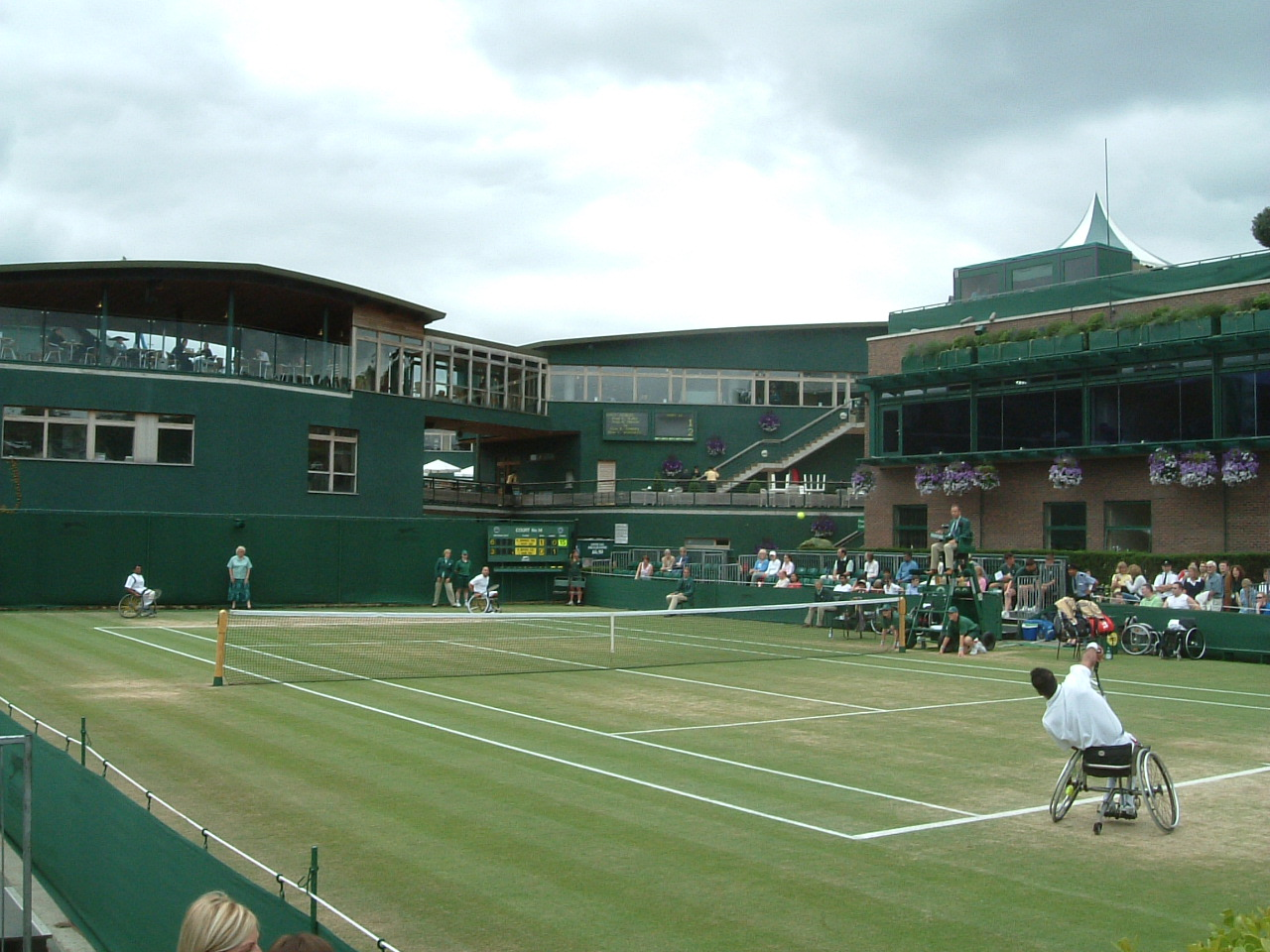
Tenis en sillas de ruedas masculino en dobles, en Wimbledon.

El tenis en silla de ruedas es una de las formas del tenis adaptada para quienes tienen discapacidad en sus extremidades inferiores. El tamaño de las canchas, pelotas y raquetas son las mismas, pero hay dos diferencias principales respecto al tenis a pie; los tenistas usan sillas de ruedas diseñadas especialmente para este deporte, y la pelota puede dar bote dos veces. El segundo bote puede ocurrir incluso fuera de la cancha.
Es uno de los deportes paralímpicos oficiales y es también jugado en los Grand Slam. Existen tres categorías: Masculino, Femenino y Quad, y todas ellas se juegan en las modalidades de individual y dobles. Quad es la categoría para aquellos tenistas con cuadriplejia y a veces es llamada "Mixtos", especialmente en los Juegos Paralímpicos. Los jugadores quad pueden tener la raqueta adherida a la mano y usar sillas de ruedas eléctricas.